# Josep Cucurella i Tort
Josep Cucurella i Tort (? ca.1858 - Barcelona, 27 d'abril de 1909) fou un polític català. Fou dels fundadors de la Unió Conservadora a Catalunya el 1898 i fou elegit diputat pel Partit Liberal Conservador per Barcelona en una candidatura regionalista (amb Ramon d'Abadal i Calderó i Carles de Camps i d'Olzinellas a les eleccions generals espanyoles de 1899. A la sessió de les Corts Espanyoles de 15 de juliol de 1899 va demanar Francisco Silvela l'autorització de totes les lenguas y dialectos que se hablan en la Península a les comunicacions telefòniques i telegràfiques.
Mor a Barcelona al carrer Roger de Llúria, 9 a l'edat de 51 anys casat amb Paulina Martínez.